# Den, kdy Země málem zanikla
Den, kdy Země málem zanikla (v anglickém originále The day the Earth nearly died) je britský dokument z produkce BBC natočený v roce 2002. Jde o jeden z dílů úspěšné dokumentární série BBC Horizon. Odhaluje permské masové vymírání a tvory, kteří za něj žili. Film obsahuje několik scén z dalšího, dříve natočeného cyklu BBC Putování s dinosaury. Prozatím dokument na DVD nevyšel.